# Phalanger carmelitae
El Cuscus de montaña (Phalanger carmelitae) es una especie de marsupial que se encuentra en Nueva Guinea Occidental (Indonesia), Papúa Nueva Guinea y Australia.
En inglés su nombre es Mountain cuscus y en francés es Couscous de montagne.
Es nativo de la península Huon en Papúa Nueva Guinea y de ahí se extendió a su actual hábitat. En Nueva Guinea vive en casi todo el país, en Indonesia solo en las partes más cercanas a Oceanía, y en Australia en la península de Cabo York. Está acostumbrado a una altura 1350 a 3800 metros. Está medianamente amenazado porque a veces los nativos lo utilizan como alimento por motivos rituales chamánicos.